# Kafr Ibrahim
Kafr Ibrahim – miejscowość w Egipcie, w muhafazie Kafr asz-Szajch. W 2006 roku liczyła 6525 mieszkańców.